# Gwent

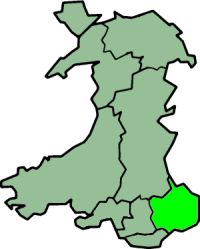
Gwent, um condado preservado desde 2003.

Gwent é um antigo condado do País de Gales. Foi criado em 1 de Abril de 1974, tendo o seu nome origem no antigo Reino de Gwent. Foi abolido como condado em 1 de Abril de 1996, embora se mantenha como condado preservado.
A sua área administrativa era composta pelos distritos de Blaenau Gwent, Islwyn, Monmouth, Newport e Torfaen.